# Frisby (empresa)
Frisby es una cadena de restaurantes colombiana fundada en 1977 por Alfredo Hoyos Mazuera en la ciudad de Pereira, Risaralda. Con alrededor de 270 locales y cerca de cinco mil empleados, cuenta con una participación del 25 % en el mercado nacional en su rubro. A través de la Fundación Frisby, ha desarrollado proyectos de impacto social y educativo.

## Historia

### Fundación e inicios
Alfredo Hoyos Mazuera, fundador de Frisby, nació en Pereira, Risaralda y desde su juventud trabajó junto a su padre, Alfredo Hoyos Mejía, en una granja avícola. Tras obtener un préstamo en la Caja Agraria de Colombia, Hoyos Mazuera estableció en 1965 la granja avícola Santa Inés y tres años después fundó la empresa Pimpollo, dedicada a distribuir pollo congelado.
En 1977 inició junto con su esposa Liliana Restrepo un restaurante en el Parque El Lago de su ciudad natal que ofrecía inicialmente pizzas y helados. El nombre de la marca provino de la forma como se preparaba la pizza, girando su masa en el aire para darle la delgadez y redondez necesarias, asemejando la forma de un frisbee.
Durante un viaje a los Estados Unidos, donde pudo experimentar el auge de los restaurantes de pollo frito como KFC, Mazuera decidió adquirir una freidora especial para implementarla en su restaurante en Colombia. Aunque en el país se consumía principalmente la receta de pollo asado, el producto apanado de Frisby ganó popularidad en Pereira y en otras ciudades del eje cafetero como Armenia, Cartago y Manizales. En 1987 Frisby se posicionó en la capital Bogotá y en 1990 en Medellín, y abrió locales en Estados Unidos y Venezuela.

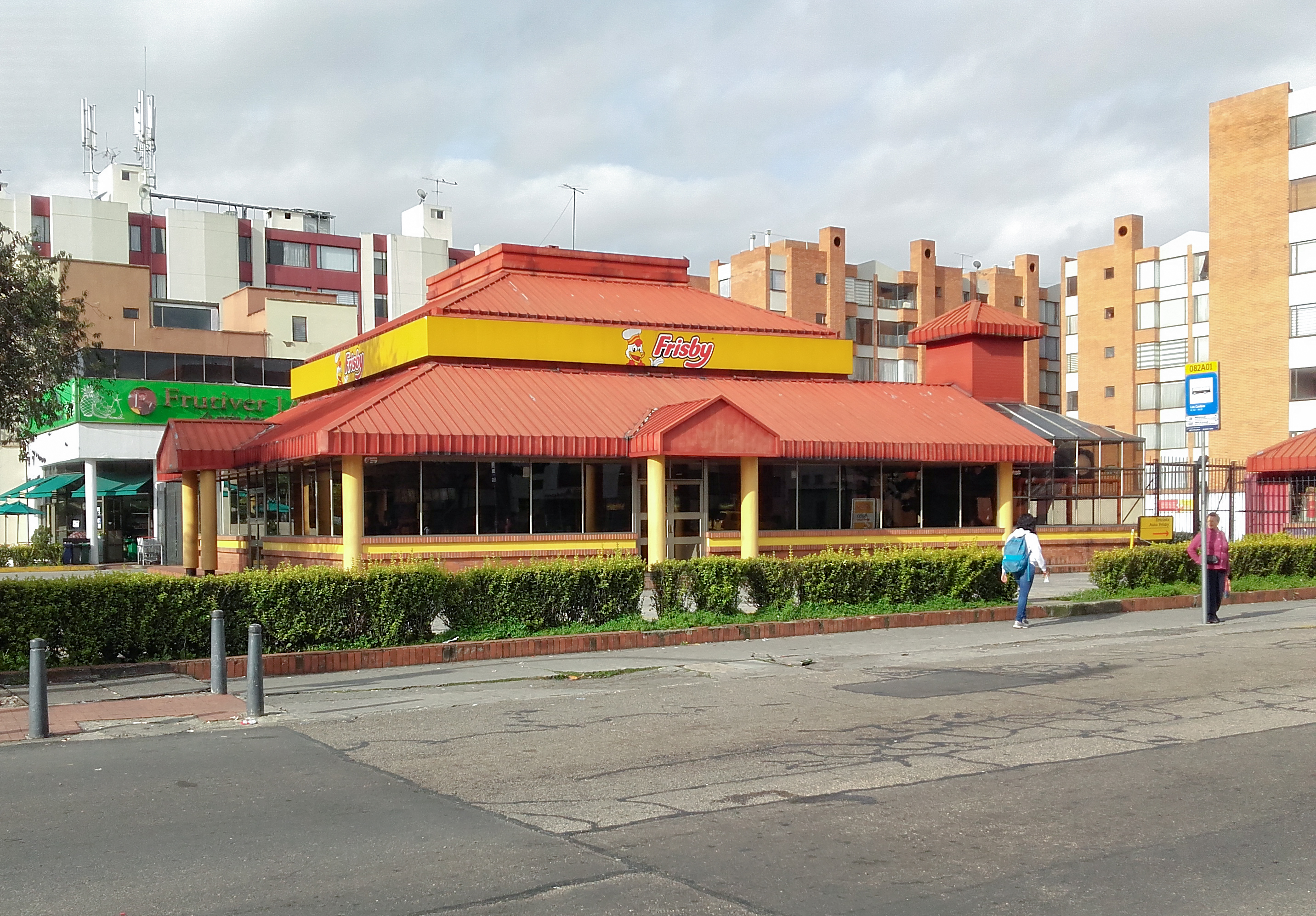
Local de Frisby (actualmente fuera de servicio) en la localidad de Usaquén, Bogotá

### Consolidación y actualidad
En 2007 la empresa estableció el primer restaurante de la marca Wingz en el sector de la Avenida Circunvalar de Pereira, para luego inaugurar locales en otras ciudades como Manizales, Bogotá y Medellín.
Con el paso del tiempo, Frisby logró consolidar su marca hasta hacer presencia en más de cincuenta ciudades de Colombia. De acuerdo con el diario El Tiempo, para el año 2023 Frisby contaba con 270 locales y cerca de cinco mil empleados. Según cifras de la revista Cambio, la empresa vende en promedio 950 000 pollos por mes, lo que representa unos 919 000 millones de pesos. Transformada en un holding, la cadena actualmente posee la franquicia de las marcas Sarku Japan y Cinnabon en el país cafetero.
Tras afrontar el confinamiento causado por la pandemia de Covid-19 reforzando sus servicios de delivery y luego de ser catalogada en 2020 por la firma londinense Euromonitor International como la principal cadena de pollo frito de Colombia, en 2023 amplió su sede administrativa y anunció inversiones en infraestructura y tecnología por 45 mil millones de pesos. El mismo año, la cofundadora Liliana Restrepo afirmó que la empresa iniciaría su expansión al mercado centroamericano.
Hoyos Mazuera falleció el 14 de diciembre de 2020 en la ciudad de Pereira a los setenta y cinco años. El mismo año, el empresario había recibido el Premio Vida y Obra Empresarial, otorgado por la revista Portafolio.

## Fundación Frisby
Poco después del establecimiento de la empresa, Hoyos Mazuera y su esposa crearon la Fundación Frisby, cuyo primer proyecto fue el Instituto Tecnológico de Dosquebradas Alfredo Hoyos Mazuera, un plantel educativo fundado en 1985. La institución acoge a más de 500 alumnos y ha graduado a cerca de 750 estudiantes en 25 promociones. Tiene además un convenio con el Servicio Nacional de Aprendizaje para otorgar certificados técnicos a sus estudiantes.
Otras iniciativas de la Fundación Frisby incluyen el proyecto «Universidad en tu Colegio», que consiste en ofrecer formación técnica a los alumnos de grados décimo y once en varios colegios de Pereira, la «Universidad Frisby», un programa académico interno para los empleados de la empresa y el programa «Aprender Jugando» que ayuda en la formación deportiva, especialmente del fútbol de niños y jóvenes de Pereira y Dosquebradas

## Controversia en la Unión Europea
La compañía colombiana Frisby S.A. BIC el día 5 de mayo de 2025 se pronunció por medio de un comunicado oficial sobre una controversia generada por un supuesto uso de marca indebido de la cadena de restaurantes Frisby en España, indicando que ellos no han iniciado ni autorizado ningún proceso de expansión, comercialización ni inversión bajo la marca en ese país ni en ninguno de la Unión Europea.
Por su parte, la supuesta compañía Frisby España SL, rechazó categóricamente las declaraciones por la firma colombiana y la acusa de emprender estratégicas de difamación y desprestigio, advirtiendo que se reserva el derecho de iniciar acciones legales por difamación, competencia desleal y perjuicios reputacionales, llevan la empresa legalmente en la Unión Europea desde 2004.